# Гмелин, Иоганн Георг
Иога́нн Гео́рг Гме́лин старший (нем. Johann Georg Gmelin; 1709—1755) — немецкий естествоиспытатель на русской службе, врач, ботаник, этнограф, путешественник, исследователь Сибири и Урала, адъюнкт химии и натуральной истории Петербургской Академии наук (30 августа 1727 года), профессор c 22 января 1731 года по 1 января 1748 года, действительный член Петербургской Академии наук. Натуралист академического отряда Великой Северной экспедиции.
По результатам исследований в Сибири им, в 1747—1769 годах, были изданы 4 тома книги «Флора Сибири», где даны описания 1178 видов произрастающих в Сибири растений. В 1751—1752 годах вышло «Путешествие по Сибири» в четырёх томах на немецком языке.
Академик и почётный член Стокгольмской академии наук.
Дядя Самуила Готлиба Гмелина (Гмелина-младшего), путешественника-натуралиста, и Иоганна Фридриха Гмелина, профессора медицины в Тюбингене и Гёттингене.

## Биография
Иоганн Георг Гмелин — сын аптекаря Иоганна Гмелина (нем. Johann Georg Gmelin), родился на юго-западе Германии. Получив домашнее образование, в 13 лет становится студентом Тюбингенского университета. В 1725 году 16-летний Иоганн окончил медицинский факультет со степенью доктора медицины.
По совету отца, профессора университета, и друга семьи, учёного Г. Бюльфингера, Иоганн Гмелин летом 1727 года переехал в Россию. С рекомендательным письмом и коллекцией природных окаменелостей, которые были переданы в Петербургскую Академию наук, он прибыл в Петербург, где начал заниматься естественной историей.
В августе 1727 года он стажируется при Петербургской Академии наук. Пока решался вопрос о его утверждении профессором, он получал на расходы по 10 рублей в месяц.
Этот год был знаменателен для Петербургской академии. За два месяца до Гмелина в Санкт-Петербург по рекомендации Даниила Бернулли, которому самому было 25 лет, прибывает девятнадцатилетний Леонард Эйлер. В том же году в Академию прибыл недоучившийся студент Герард Фридрих Миллер, которому исполнилось 22 года. Впоследствии он станет старшим товарищем Гмелину в многотрудном путешествии по Сибири. Ещё до приезда Гмелина по предложению Президента Академии Лаврентия Блюментроста на профессорские должности рекомендовали Эйлера, Гмелина, Крафта, Миллера. Случай беспрецедентный для науки всех времён. Старшему — Крафту — было 26 лет.
Первые три года жизни в России Гмелин посвятил работе в Кунсткамере и кабинете натуральной истории. Он составил каталог минералов, приступил к составлению каталога древних окаменелостей вместе с академиком Иоганном Амманом (но эту работу он не окончил, а заканчивал её в 1741 году М. В. Ломоносов).
30 августа 1727 года Гмелин был утверждён в должности адъюнкта по химии и естественной истории.
Помогал в издании трудов профессора ботаники И. Х. Буксбаума.

### Исследование Сибири
В 1724 году Пётр I снарядил экспедицию под руководством Витуса Беринга для изучения северной части Тихого океана и прилегающих к нему земель. Эта экспедиция, известная как Первая Камчатская экспедиция (1725—29), выехала уже после смерти императора Петра. Одной из её задач было изучение перешейка между Америкой и Азией (открытие Семёна Дежнёва стало известно позднее). Однако экспедиция не выполнила полностью поставленных задач.
В связи с этим была организована в 1733 году Вторая Камчатская экспедиция (1733—43), также под началом В. Беринга. Число участников доходило до 2 000 человек: морские офицеры, учёные, художники, переводчики, административные и технические работники. Из натуралистов в экспедиции участвовали — И. Г. Гмелин, Г. В. Стеллер, С. П. Крашенинников. Силами различных отрядов были составлены первые карты и описания побережья России от Архангельска до Колымы, Охотского моря и Камчатки; описаны природа, народы и история Сибири. Совершены плавания к берегам Японии и Северо-Западной Америки, обследованы по пути Курильские и Алеутские острова.
И. Г. Гмелин избрал маршрут через Тверь, Ярославль, Казань, Тобольск, Семипалатинск, Усть-Каменогорск, Томск, Енисейск и Иркутск на Якутск, откуда вернулся в Петербург через Иркутск, Томск, Екатеринбург, Нижний Тагил, Верхотурье, Соликамск, Великий Устюг, Вологду и Шлиссельбург.
Он обследовал северо-западную часть Алтая, Салаирский кряж, от Кузнецка спустился по реке Томи до Томска, прошёл по долине Чулыма до Енисея, по реке поднялся до Красноярска, оттуда прибыл в Иркутск. Изучал Забайкалье от Селенги до Шилки и Аргуни. Затем проехал по Ангаре до Братского острога, прошёл через Илимск в Усть-Кут на Лене и, свернув на юг, добрался до устья Илги, далее на речном судне прибыл в Якутск. Здесь пожар уничтожил большую часть собранных им материалов. Для восстановления утраченного и дополнительных исследований прошёл по Витиму до Мамы. Впервые исследовал Северо-Байкальское нагорье. Двигаясь по Лене, описал её берега до Олёкмы, рассказал о прибрежных утёсах — «щёках». В 1736—37 годах открыл ряд месторождений полезных ископаемых в Якутском крае. В следующем году спустился на лодках по Ангаре и Енисею до Туруханска, описал северные отроги Енисейского кряжа. Несколько лет путешествовал по югу Западной Сибири и восточному склону Урала, описал месторождение горы Магнитной. В 1741—42 годах изучал Барабинскую степь и восточные склоны Урала.
Учёный-энциклопедист и великолепный художник, он за 10 лет проехал по Сибири около 34 000 км, положив начало её научному исследованию.

### Петербургский период жизни (1743—1747 гг.)
Вернувшись в Петербург, начал заниматься обработкой привезённых коллекций и дневников.
Ботанические коллекции послужили основой его многотомного труда «Флора Сибири», изданного in 8° в течение 1747—1769 годов, содержавшего описание почти 1178 видов сибирских растений, причём 500 новых видов флоры, до путешествия Гмелина почти совершенно неизвестных в Европе, 300 их изображений. Первые два тома редактировал сам Гмелин, третий и четвёртый тома вышли под редакцией С. Г. Гмелина-младшего, племянника автора, пятый том (споровые растения) остался в рукописи.
Одним из первых Гмелин обосновал разделение Сибири на две естественно-исторические провинции: Западную и Восточную Сибирь, широко использовав для этого ботанические и зоологические коллекции экспедиции.
После того как Академии наук был представлен оконченный первый том, Гмелин подписал новый контракт на четыре года. В соответствии с этим контрактом он был вновь принят в члены Академии наук в должности профессора ботаники и естественной истории с жалованьем в 1000 рублей в год. Гмелин попросил на академическом заседании разрешения уехать в Германию сроком на один год, с условием, что за это время он будет получать жалованье и выполнять работу. Такое разрешение им было получено 1 июня 1747 года.
5 августа 1747 года Гмелин уехал в Тюбинген, где с 1749 года до своей смерти в 1755 году был профессором ботаники и химии местного университета. В 1748 и 1749 годах поручители Гмелина — М. В. Ломоносов и Г. Ф. Миллер — уплатили 715 рублей за не вернувшегося Гмелина. Позднее Гмелин вернул поручителям эти деньги.
С 1751 по 1755 годы в Гёттингене он опубликовал свои экспедиционные дневники под названием «Путешествие по Сибири с 1733 по 1743 годы» в 4 томах. У российского правительства книга вызвала раздражение. В ней Гмелин опубликовал свои записи о закрытой Камчатской экспедиции и неодобрительно отзывался о деятельности российских властей в Сибири. Академия Наук приняла решение выступить с опровержением И. Г. Гмелина. Писать опровержение было поручено Г. Ф. Миллеру и М. В. Ломоносову, но они отказались. По цензурным соображениям книга не переводилась на русский язык.
После смерти рукописи и гербарий учёного были доставлены в Петербург и проданы Петербургской Академии наук.
Так как первые два тома «Флоры Сибири» вышли до систематической реформы в ботанике Карла Линнея, а в остальных Гмелин-младший не привёл ботанические материалы Гмелина в соответствии с систематикой Линнея, большинство описанных Гмелином новых для Сибири видов растений не сохранили авторства И. Г. Гмелина.

## Труды
- «Reise durch Sibirien von dem Jahre 1733 bis 1743» Göttingen, Verlegts Abram Vandenhoecks seel., Wittwe, 1751—1752 (нем.) (4 тома, in 8°, с 7 картами и 18 рисунками)
- «Flora Sibirica sive historia plantarum Sibiriae» Petropoli ex Typogr. Acad. sci. I — 1747; II — 1749; III — 1758; IV — 1769[9]
- «Leben Herrn Georg Wilhelm Stellers»: gewesnen Adiuncti der Kayserl. Academie der Wissenschaften zu St. Petersburg; worinnen die bissher bekannt gemachte Nachrichten von deselben Reisen, Entdeckungen, und Tode, theils wiederleget, theils ergaenzet und verbessert werden. Frankfurt, 1748
- «Joannis Georgii Gmelini Reliquias quae supersunt commercii epistolici cum Carolo Linnaeo, Alberto Hallero, Guilielmo Stellero et al., Floram Gmelini sibiricam ejusque Iter sibiricum potissimum concernentis … curavit Guil» Henr. Theodor Plieninger. Addita Autographa lapide impressa Stuttgartiae, 1861

На русском
- Перевод с предисловия, сочинённого профессором Гмелиным к первому тому «Флоры сибирской» / Пер. с нем. С. П. Крашенинникова. — СПб.: Тип. АН, 1749.
- Путешествие в Сибирь / Отв. ред. Е. В. Смирнов; пер. с нем. Д. Ф. Криворучко. — Соликамск, 2012. — 86 с.

## Память
Растения, названные в честь И. Г. Гмелина
В честь И. Г. Гмелина Карл Линней назвал род Гмелина (Gmelina L.) семейства Вербеновые.
Кроме того, в честь Гмелина названо около 60 видов растений. Некоторые из них:
- Adenophora gmelinii (Spreng) Fisch. — Бубенчик Гмелина
- Angelica gmelinii (DC.) Pimenov — Дудник Гмелина
- Artemisia gmelinii Web. ex Stechm. — Полынь Гмелина
- Atriplex gmelinii C.A.Mey. — Лебеда Гмелина
- Betula gmelinii Bunge — Берёза Гмелина
- Bryanthus gmelinii D.Don. — Мохоцветник Гмелина
- Crepis gmelinii (L.) Tousch. — Скерда Гмелина
- Carex gmelinii Hook. & Arn. — Осока Гмелина
- Elymus gmelinii (Trin.) Tzvelev — Пырейник Гмелина
- Hedysarum gmelinii Ledeb. — Копеечник Гмелина
- Larix gmelinii (Rupr.) Kuzen. [11] — Лиственница Гмелина
- Lathyrus gmelinii — Чина Гмелина
- Limonium gmelinii (Willd.) Kuntze — Кермек Гмелина
- Onosma gmelinii Ledeb. — Оносма Гмелина
- Petasites gmelinii (Turcz. etDC.) Polunin — Белокопытник Гмелина
- Ranunculus gmelinii DC. — Лютик Гмелина
- Rumex gmelinii Turcz. ex Ledeb. — Щавель Гмелина
- Viola gmeliniana Schult. — Фиалка Гмелина

Прочие названия
В честь И. Г. Гмелина также названы:
- железнодорожная станция — Гмелинская Приволжской железной дороги
- населённый пункт — Гмелинка в Волгоградской области[12].